# Đăk Choong
Đăk Choong là một xã thuộc huyện Đăk Glei, tỉnh Kon Tum, Việt Nam.
Xã Đăk Choong có diện tích 141,50 km², dân số năm 2019 là 3.711 người, mật độ dân số đạt 26 người/km².